# Регион поселения инувиалуитов
Регион поселения инувиалуитов (англ. Inuvialuit Settlement Region — расположен на северо-западе Канады. Создан в 1984 году правительством Канады для инувиалуитов.
Климат в регионе суров. Регион поселения инувиалуитов покрывают тундры.
Численность населения составляет 5420 чел. (2021 г.), быстро растёт за счёт высокого естественного прироста коренных жителей — инуитов (эскимосов), которые составляют свыше 90 % населения. Их родной язык — инувиалуктун.
Официальные языки — инувиалуктун (родной для 90 % населения) и английский.

## Правовой статус земель инувиалуитов
Заключительное соглашение с инувиалуитами 1984 года разделило все их земли на две части:
1. 5000 кв. миль (около 13 000 кв. км) закреплены за инувиалуитам на правах собственности как на земельную поверхность, так и на все залегающие под ней горные породы, подземные воды, нефть, газ, уголь и минералы[1].
2. 30 000 кв. миль (около 78 000 кв. км) земли отданы в совладение Канадского правительства и инувиалуитов. Последние получили права на её поверхность и на содержащиеся в её недрах горные породы и подземные воды, а также различные материалы, включая камень, песок, гравий, глину, грунт, торф и т. д. Однако владельцем прав на содержащиеся в этих землях нефть, газ, уголь и минералы осталось Канадское правительство[1].